# Nachsorge
Als Nachsorge bezeichnet man in der Medizin die planmäßige Nachuntersuchung von Patienten nach einer abgeschlossenen oder vorläufig abgeschlossenen Behandlung. 
Während viele aufwendige Therapien (z. B. Operationen, Chemotherapie) im Krankenhaus oder in spezialisierten Zentren erfolgen, wird die Nachsorge in der Regel heimatnah, oft vom Hausarzt durchgeführt; sie kann aber auch einzelne Termine im Krankenhaus, evtl. mit aufwendigeren Untersuchungen wie bildgebende Verfahren, Herzkatheter o. ä. beinhalten. Die Nachsorge kann sich je nach Erkrankung über Wochen, Monate oder Jahre ausdehnen. 

## Ziele
Die Ziele der Nachsorge sind:
- das Wiederauftreten der Erkrankung oder
- typische Komplikationen einer Krankheit oder auch ihrer Behandlung frühzeitig zu erkennen und so effektiver behandeln zu können,
- den Patienten im Umgang mit der Erkrankung auch im Alltag zu unterstützen,
- eine Dauerbehandlung an die Bedürfnisse des Patienten und den Krankheitsverlauf anzupassen.

## Typische Bereiche
Typische Bereiche, in denen planmäßige Nachsorgen durchgeführt werden, sind:
- Tumorerkrankungen und Leukämien und deren Behandlung. Der Schwerpunkt der Nachsorge liegt hier auf der Früherkennung von Tumorrezidiven, Überwachung von Therapiefolgen wie Störung der Blutbildung, aber auch der psychischen Unterstützung nach eingreifenden Operationen wie Brustamputation.
- Implantation von Herzschrittmachern oder ICD. Es wird der Kontakt der Elektroden zum Herzmuskel (Wahrnehmung der Herzaktionen und Reizschwelle der Schrittmacherimpulse) gemessen und der Ladezustand der Batterie kontrolliert. Moderne Schrittmachersysteme bieten darüber hinaus viele Möglichkeiten, Besonderheiten der Herzrhythmus aufzuzeichnen und die Schrittmachertätigkeit den Bedürfnissen des Patienten anzupassen.
- Psychische Störungen (z. B. Depressionen). Die Nachsorge erfolgt zeitnah im Anschluss an die abgeschlossene Leistung zur medizinischen Rehabilitation und dient der weiteren Stabilisierung der erreichten Rehabilitationsziele.
- Nach Arbeitsunfällen kann eine Nachuntersuchung sinnvoll sein, um bleibende, entschädigungspflichtige Folgen des Unfalls zu beurteilen.

## Reha
Im Anschluss an eine stationäre oder ganztägig ambulante Leistung zur medizinischen Rehabilitation sollen Rehabilitanden durch die Nachsorge die Kompensationsstrategien und Verhaltensänderungen, die sie in der Rehabilitation erlernt haben, im Alltag stabilisieren und fortentwickeln können. Ab 2016 gilt ein neues Rahmenkonzept zur Reha-Nachsorge in der gesetzlichen Rentenversicherung. Seit 2017 gibt es die Möglichkeit einer Tele-Reha-Nachsorge.